# متحف محافظة أوكيناوا التذكاري للسلام
متحف محافظة أوكيناوا التذكاري للسلام (باليابانية: 沖 縄 県 立 平和 祈 念 資料 館، أوكيناوا كينريتسو هيوا كينين شيريوكان) هو متحف في إتومان، أوكيناوا. تأسس في 11 يونيو 1975. ويحتوي على نُصب حجر الزاوية للسلام وهو نصب تذكاري مشابه للنصب التذكاري لقدامى المحاربين في فيتنام.

## وصلات خارجية
- الموقع الرسمي